# Rire dans la nuit
Rire dans la nuit ou Chambre obscure (russe : Камера обскура) est un roman écrit en russe par Vladimir Nabokov en 1932.
Ce roman raconte l'histoire d'un Allemand d'âge mûr qui tombe amoureux d'une très jeune fille. Cette passion provoquera sa chute et son malheur.
Le roman est traduit en anglais une première fois par Winifred Roy en 1935 et édité à Londres sous le titre Camera Obscura par Jonathan Long. Cette traduction déplut tellement à Nabokov, jugeant le résultat « lâche, informe, flasque », qu'il retraduisit le texte en anglais, réécrivant en grande partie son roman. La nouvelle version paraît aux États-Unis en 1938, édité par Bobbs-Merrill sous le titre Laughter in the Dark et avec pour nom d'auteur Vladimir Nabokoff.
En sus du titre, Nabokov modifie également, dans la nouvelle version, le nom des protagonistes du roman. Bruno Krechmar devient Albert Albinus ; Magda se change en Margot ; Robert Horn en Axel Rex ; Segelkranz en Udo Conrad, etc.

## Résumé
Bruno Kretchmar est un Berlinois approchant la quarantaine. Critique d'art, expert, il est marié et père d'une petite fille. Son bonheur bourgeois apparent masque en réalité un monde intérieur traversé de frustrations et de fantasmes inassouvis. La rencontre fortuite d'une jolie ouvreuse de cinéma, Magda, déclenche en lui une réaction passionnelle qui ira en crescendo jusqu'à une issue tragique. 
Alors qu'il ne cherchait qu'à tuer le temps en attendant l'heure d'un rendez-vous professionnel, Kretchmar entre dans un cinéma de quartier et tombe subjugué par le profil d'une très jeune ouvreuse, entrevu dans l'éclair d'une lampe électrique. Il revient trois jours plus tard dans ce même cinéma puis les jours suivants pour revoir la jeune fille devenue l'objet de son obsession. Cette jeune fille, Magda Peters, âgée de 16 ans n'est pas la jeune fille innocente que l'imagination candide de Kretchmar a créée de toutes pièces. Après avoir été chassée de chez ses parents, modestes concierges, elle a eu un premier amant, Muller, qui sut éveiller sa sensualité mais l'abandonna après un mois de vie commune. Laissée sans ressources, elle vécut alors de prostitution épisodique avant de trouver un emploi d'ouvreuse.
La jeune et jolie Magda a rapidement remarqué le manège de Kretchmar et manœuvre pour lier connaissance avec lui.  Elle découvre sans difficulté sa véritable identité, vient lui rendre visite chez lui à l'improviste, lui téléphone et finalement écrit une lettre à son adresse dévoilant son existence aux yeux de son épouse. Cette dernière quitte alors le foyer conjugal avec leur petite fille, et Kretchmar s'en va vivre avec Magda dans le petit appartement qu'il a loué pour elle. Malgré le sentiment de culpabilité qui le torture, Kretchmar vit des jours heureux auprès de la jeune fille qui sait se faire désirer et ne donner qu'au compte-gouttes les gratifications sexuelles que mendie le pauvre quadragénaire. Ils vont passer quelques jours sur la côte et pendant qu'il admire sur la plage le corps si désirable de sa jeune maîtresse, les vacanciers britanniques croient voir le regard bienveillant d'un père pour sa fille.
Mais Magda a des ambitions, elle exige de vivre dans le luxueux appartement de Kretchmar et commence à le harceler pour qu'il divorce. Elle lui demande aussi de l'aider à réaliser son rêve : devenir actrice de cinéma. À l'occasion d'une soirée donnée chez Kretchmar, le couple fait la connaissance de Robert Horn, un peintre qui fut un temps célèbre pour avoir créé le personnage de Cheepy. Kretchmar, qui connaissait l'artiste de réputation, est conquis par l'homme qui sait se montrer à son avantage. En réalité, Horn n'est autre que Muller, le premier amant de Magda que le hasard a placé de nouveau sur sa route. Cette dernière ne l'a pas oublié mais elle reste prudente car son but est de faire main basse sur la fortune de Kretchmar. Magda et Horn — qui est sans le sou — décident de collaborer. Le peintre devient l'ami du couple et afin de ne pas éveiller les soupçons, il se fait passer pour un homosexuel aux yeux du naïf Kretchmar.
La petite fille de Kretchmar tombe gravement malade et il est appelé à son chevet alors qu'il n'y a plus d'espoir. Accablé de honte et de chagrin, il ne trouve cependant pas le courage de se rendre à l'enterrement, craignant que la culpabilité ne le force à retourner vivre auprès de sa femme.
Les débuts cinématographiques de Magda se révèlent désastreux. Pour la consoler, Kretchmar lui propose un voyage en automobile dans le midi de la France. Horn offre ses services de chauffeur que Kretchmar, piètre conducteur, s'empresse d'accepter. Arrivé à Rouginard, "délicieuse petite ville" aux abords de Hyères, le trio se voit obligé de partager une suite d'hôtel constituée de deux chambres reliées entre elles par une salle de bains. Magda et Horn, sevrés de sexe depuis le départ de Berlin, trouvent là l'occasion de se retrouver : Magda va rejoindre Horn dans sa chambre pendant que Kretchmar la croit en train de prendre un bain. À une occasion, emportés par leur passion amoureuse, ils laissent le bain déborder, risquant d'éveiller les soupçons de Kretchmar. 
Ils ne quittent plus Rouginard et excursionnent dans la région. Lors du retour en train d'une randonnée pédestre, alors qu'il achète des boissons au buffet d'une gare pendant un arrêt, Kretchmar tombe sur un compatriote de ses connaissances, le romancier Segelkranz. Le départ du train abrège leurs retrouvailles; Kretchmar qui est remonté à la dernière minute est exilé dans le wagon de queue pendant que Segelkranz se retrouve par hasard dans le compartiment où sont installés Magda et Horn. Les deux amants ignorent qui est Segelkranz, le prennent pour un Français et parlent entre eux sans vergogne. Segelkranz quant à lui ignore qui est ce couple et les rapports qu'ils entretiennent avec son vieil ami Kretchmar mais il ne perd pas une miette de leur conversation.
Le lendemain, Kretchmar revoit Segelkranz; ils partent ensemble en excursion dans la montagne. Lors d'une halte, Kretchmar encourage son ami à lui lire un extrait de ce qu'il est en train d'écrire. Segelkranz lit alors les lignes écrites la veille : il s'agit du récit d'un homme assis dans la salle d'attente d'un cabinet de dentiste, qui observe les autres patients et en particulier un couple étrange, un homme et une très jeune fille. Ce couple s'exprime avec passion, elle parle de "sa joie merveilleuse quand il la portait tout à l'heure le long du sentier escarpé et comme il était difficile d'attendre le moment où le soir elle irait le rejoindre dans sa chambre d'hôtel". Ils parlent aussi d'une salle de bains, d'eau qui coule à flots… Segelkranz a transposé dans une salle d'attente la scène entendue la veille dans le train et Kretchmar a reconnu Magda et Horn dans sa description et compris qu'il avait été berné par les jeunes gens. Il court à l'hôtel, laissant en plan un Segelkranz ahuri. Il force Magda sous la menace d'un revolver à avouer son infidélité mais elle résiste, nie tout en bloc et réussit à semer le doute dans l'esprit de Kretchmar. Il l'oblige alors à faire ses valises et à quitter l'hôtel avec lui sur le champ sans prévenir Horn. Mais quelques kilomètres après Rouginard leur automobile quitte la route…
Kretchmar a perdu la vue dans l'accident alors que Magda s'en est sortie indemne. Sa cécité le plonge dans le désespoir. Ils reçoivent une lettre de Horn, disant qu'il quittait l'Europe, le cœur brisé que son ami ait pu le croire coupable d'une telle trahison. Kretchmar avale ce nouveau mensonge et se reproche d'avoir douté de sa Magda et de son ami Horn. En réalité Horn vit auprès d'eux et les deux amants n'ont pas renoncé à leur entreprise. Le trio se déplace à Zurich sous prétexte de consulter un spécialiste et Magda s'occupe de louer une villa dans les environs. Horn se fait passer aux yeux des domestiques pour le médecin personnel de Kretchmar. Les deux amants prennent de plus en plus de risque, s'amusant à des jeux amoureux au nez et à la barbe de l'aveugle.
Pendant ce temps, Segelkranz s'est mis à la recherche de Kretchmar, et son enquête lui a permis de reconstituer le parcours de son ami depuis son départ précipité du Sud de la France et de remonter jusqu'au nom du village suisse où il réside désormais. Il prévient la famille de Kretchmar à Berlin et son beau-frère, Max, décide de venir le chercher. Pénétrant sans s'annoncer dans la villa, Max assiste à une scène saisissante : Horn est assis tout nu sur un pliant en face de l'aveugle, les deux hommes semblent se fixer bien que Kretchmar ignore la présence de Horn mais "sa face barbue exprimait une horrible tension. Il prêtait l'oreille, il prêtait l'oreille sans répit depuis quelque temps; Horn le savait et suivait attentivement sur le visage de l'aveugle le reflet de pensées horribles, et il éprouvait un véritable enthousiasme, car tout ceci était une extraordinaire caricature,…". Max ramène Kretchmar avec lui à Berlin et lui révèle toute la vérité. Installé dans l'ancienne chambre de sa petite fille, Kretchmar s'enfonce dans le mutisme. Mais il apprend par le hasard d'un appel téléphonique que Magda va passer d'un instant à l'autre dans son ancien appartement pour récupérer ses affaires. Il réussit à sortir seul, à prendre un taxi et à monter dans l'appartement où se trouve Magda. Il s'enferme avec elle et sort un revolver de sa poche. Il tire mais rate sa cible, trébuche, lâche son revolver et tente de le ramasser. Mais une main "froide et vive" s'en saisit en même temps que lui, le coup part et il est touché au côté. Il s'écroule et meurt tandis que Magda s'enfuit.

## Les différentes traductions
Ce roman, le sixième de Nabokov, parut en feuilleton entre mai 1932 et mai 1933 dans Sovremennye zapiski (Annales contemporaines), un journal d'immigrés russes. 
La version française, traduite du russe par Doussia Ergaz, fut éditée par Grasset à Paris en 1934. Ce roman fut également traduit en anglais avec pour titre Camera Obscura et parut à Londres en janvier 1936 chez John Long. Ce fut d'ailleurs le premier ouvrage de Nabokov à paraître en anglais.. Mais la traduction anglaise de Winifred Roy déplut tellement à Nabokov qu'il décida de la refaire lui-même. Il réécrivit ainsi la version anglaise de son roman à partir du texte traduit en anglais. Il modifia le titre en Laughter in the Dark (Rire dans la nuit) ainsi que les noms des protagonistes. Cette nouvelle version parut en 1938 aux États-Unis, chez Bobbs-Merrill, sous le nom de Vladimir Nabokoff.
Le lecteur français a le choix entre les deux versions françaises, toutes deux éditées par Grasset : celle traduite du russe par Doussia Ergaz (qui était l'agente de Nabokov en France) et parue sous le titre Chambre obscure et celle traduite de la version anglaise de Nabokov par Christine Raguet-Bouvart et parue en 1992 sous le titre Rire dans la nuit.
La retraduction en anglais de Camera Obscura intervient à une époque charnière du cheminement littéraire de Nabokov. Lorsqu'il l'entreprend en 1938, il est en train d'écrire son dernier roman russe, Le Don, considéré aujourd'hui comme son chef-d'œuvre russe. Son roman suivant La Vraie Vie de Sebastian Knight et tous ceux qui suivront seront rédigés en anglais.